# Elisabeth Odén
Ulla Elisabeth Odén, född 31 juli 1940 i Oscars församling, Stockholm, är en svensk skådespelare som medverkade i åtta filmer av Arne Mattsson under 1960-talets första hälft.

## Filmografi
- 1961 – Ljuvlig är sommarnatten
- 1962 – Biljett till paradiset
- 1962 – Vita frun
- 1962 – Vaxdockan
- 1963 – Den gula bilen
- 1964 – Blåjackor
- 1965 – Morianerna
- 1965 – Här kommer bärsärkarna